# Muziogambiet
Het hier beschreven gambiet (variant in de opening van een schaakpartij) wordt abusievelijk het Muziogambiet genoemd, maar het heet eigenlijk het Poleriogambiet. Het is een variant in de schaakopening koningsgambiet.
De zetten zijn 1.e4 e5 2.f4 exf4 3.Pf3 g5 4.Lc4 g4 5.0-0.
Het is in de 16e eeuw in Italië ontstaan. In de manuscripten die Polerio in 1574 uitgaf, staan de meest bekende openingen met hun varianten uit die tijd, en daar staat dit gambiet ook bij. Het werd dus al gespeeld voordat Muzio kon schaken.

## Wild Muziogambiet
Er is nog een variant in het Koningsgambiet die de naam Muzio draagt, te weten het Wild Muziogambiet.
Het heeft de zetten 1.e4 e5 2.f4 exf4 3.Pf3 g5 4.Lc4 g4 5.Lxf7.
In sommige schaakboeken staat echter vermeld dat dit gambiet door Giambatista Lolli geanalyseerd is, vandaar dat deze variant ook bekendstaat als Lolligambiet.